# Vimogno
Vimogno è una frazione geografica del comune italiano di Primaluna posta a sud del centro abitato verso Introbio. Confina a nord-ovest con la frazione di Barcone.

## Storia
Vimogno fu un antico comune del Milanese.
Registrato nel 1771 come un borgo di 209 abitanti, nel 1786 entrò per un quinquennio a far parte della Provincia di Como, per poi cambiare continuamente i riferimenti amministrativi nel 1791, nel 1797 e nel 1798.
Portato definitivamente sotto Como nel 1801, alla proclamazione del regno d'Italia napoleonico nel 1805 risultava avere 221 abitanti. Nel 1809 il municipio fu soppresso su risultanza di un regio decreto di Napoleone che lo annesse per la prima volta a Primaluna, ma il Comune di Vimogno fu tuttavia ripristinato con il ritorno degli austriaci. Nel 1853 risultò essere popolato da 232 anime, salite a 233 nel 1871 che successivamente, nel 1921 diventarono 251. Fu il regime fascista a decidere nel 1927 di sopprimere definitivamente il comune, unendolo nuovamente a Primaluna seguendo il precedente modello napoleonico.